# Belaid Ait Medri
 (juin 2021).
Belaid Ait Medri, né en 1924 à Aït Yahia et mort assassiné le 27 décembre 1964 à Tassaft, est un militant politique algérien.

## Biographie
Issu d'une modeste famille de paysans (Ath Maâmmar[pas clair]), Belaid Ait Medri naît en 1924 au village d’Ait Mellal, du aârch des Ath Yahia[pas clair]. Il fréquente l'école élémentaire Michelet avant de rejoindre le lycée de Ben Aknoun sur les hauteurs d'Alger. Après son brillant succès aux épreuves du baccalauréat en 1943, il entame sa carrière politique au PPA[Quoi ?]. 
Conscient de l'hostilité de la direction à la réhabilitation de la langue Amazigh les responsables kabyles cherchent à imprimer une dimension rationale au mouvement nationaliste, seul cadre permettant d'assumer la dimension berbère[pas clair]. La question berbère se trouve donc étroitement liée à celle de l'indépendance nationale et de la démocratie. Cette approche[pas clair] est développée en mars 1946 par Belaid Ait Medri, responsable du canton de Michelet et du district de Kabylie du PPA, devant Amar Khellil, délégué officiel du parti. Accompagné de Amar Ath chikh, Mohand Amokrane Khlifati et Salem El Hadj, cette proposition[pas clair] est rejetée de facto par la direction du parti qui provoque dès lors le début d’une crise identitaire et politique. Cette réunion est confirmée aussi par Ait Ahmed dans mémoire d'un combattant[Quoi ?][pas clair]. 
En novembre 1946, Messali El Hadj retrouve la liberté[pourquoi ?] et prend la décision de participer aux élections législatives sur recommandation de Azzam Pacha, secrétaire général de la ligue arabe. Cette décision accentue la radicalisation du district de Kabylie qui demande la convocation d’un congrès, seule instance, selon les réfractaires, capable d'entériner une telle décision. Pour désamorcer la crise, Messali convoque une conférence des cadres du parti, tenue à Bouzarea, durant laquelle deux moutures[pas clair] s’affrontent, la première qui émane de Messali défendant l'option électorale participation aux élections générales de 1947, quant à la deuxième elle émane des réfractaires du district de Kabylie elle défend la création d'une unité paramilitaire qui se chargera du déclenchement de l’insurrection seule capable de libérer le peuple algérien du colonialisme. Devant cette option qui rassemble la majorité Messali, finit par céder et convoque le congrès pour les 16 et 17 février 1947 en effet depuis, l'idée du déclenchement de l'insurrection était à l'ordre du jour, mais la direction du parti temporise jusqu'à l'éclatement d'une crise qui a fait des ravages dans les structures organiques du parti.
Il est l'artisan et co-rédacteur du rapport de Zeddine conjointement avec Ait Ahmed et Oussedik, rapport truffé[style à revoir] de références à Clausewitz et à Liddel Hart, deux théoriciens de l’art militaire. Ce document est l'analyse la plus cohérente et la plus radicale jamais produite par un dirigeant algérien[non neutre]. Son contenu, prémonitoire à maints égards[pourquoi ?], révèle après coup les influences du courant réformiste des Oulémas algériens et de l'UDMA au sein du politique du PPA - MTLD entre 1949 et 1954. Mais en novembre de la même année, Messali adresse un mémorandum à l'ONU dans lequel il définit l’Algérie comme pays arabe et musulman depuis le VIIe siècle. Ce à quoi la Fédération de France du PPA répond par un document intitulé : L’Algérie libre vivra, signé sous le pseudonyme d’Idir El watani et qui répare le déni relevé dans le document Messaliste en situant l’identité algérienne démocratique et laïque.
Il s'engage d'emblée corps et âme dans la lutte armée dès le déclenchement de la Guerre d'Algérie. Très connu par les services français pour ses hostilités au colonialisme, il sera immédiatement arrêté pour ne recouvrer sa liberté qu'à la veille de l'indépendance de l'Algérie. Nommé préfet d'Azazga et conseiller à la mairie de Tizi Ouzou, il met fin à ses activités dès l'opération « coup de force » du clan de l'Armée des Frontières de Boumediene contre le GPRA, juste après l'indépendance pour être l’un des fondateurs du FFS (Front des forces socialistes). C’est dans sa demeure que fut tenue la première réunion qui donna naissance au parti, réunion largement médiatisée par la presse française (archives ina.fr[source insuffisante]).
Blessé lors d'un ratissage à Tassaft[Où ?] en 1964, il est achevé d'une rafale de mitraillette suivie d'injures : « Berbériste, enfant des pères blancs ».

## Hommage
Un hommage lui est rendu à l’occasion de la commémoration du 63e anniversaire du congrès de la Soummam et de la Journée nationale du Moudjahid 20 août 1956. Une stèle est érigée à son effigie au village Ait Mellal le 21 août 2019 avec un monument pour les victimes de la Guerre (martyrs) du village.